# Опівнічний блюз
«Опівнічний блюз» — радянський художній фільм 1991 року, знятий режисерами Рашидом Маліковим і Маратом Рахматовим.

## Сюжет
Якось кілеру доручають убити молоду дівчину. Щоб виконати замовлення, кілер проникає у квартиру жертви. Розглядаючи фотографії на стіні квартири, він розуміє, що колись був тренером дівчини, яку має прибрати. Кілер вирішує не виконувати замовлення та захистити дівчину. Тепер він сам стає мішенню.

## У ролях
- Шухрат Іргашев — Джавад Ергашев
- Світлана Копилова — Стрекоза
- Михайло Камінський — Алекс
- Сайдо Курбанов — Гайрат
- Матякуб Матчанов — Каміл
- Рустам Сагдуллаєв — Гарік
- Айбарчин Бакірова — вихователька
- Олександр Дубровін — Леон
- Бахтіяр Закіров — зберігач
- Ходжіакбар Нурматов — батько боржника
- Севара Іргашева — Севара
- Рахімджон Хасанов — епізод
- Анвар Салієв — епізод
- Л. Пардаєва — епізод
- Аброр Шаріпов — бандит
- Зухрітдін Режаметов — пілот
- Валерій Юлдашев — пілот
- К. Максадова — епізод
- Діана Тюменєва — епізод
- Володимир Бушлер — Леонід Кам'янецький
- Георгій Татонов — Анастас
- В. Карімов — епізод
- Абдугафор Карімов — епізод
- Саїд Мухтаров — епізод
- Махмуд Гафурджанов — епізод
- О. Мурадов — епізод
- Альберт Акчурін — епізод
- Р. Шермухамедов — епізод
- Абдулхай Шермухамедов — алкаш
- Г. Гаріфулліна — повія
- С. Попова — повія
- Л. Хушева — повія
- Марат Рахматов — бандит

## Знімальна група
- Режисери — Рашид Маліков, Марат Рахматов
- Сценарист — Євген Рахманов
- Оператори — Даврон Абдуллаєв, Ренат Галієв
- Композитор — Ахмад Бакаєв
- Художник — Кахрамон Нурітдінов